# Billing and settlement plan
Het Billing and Settlement Plan (BSP) is een gecentraliseerd International Air Transport Association (IATA) betalingssysteem voor luchtvaarttickets waarbij reisbureaus slechts één overzicht van verkochte luchtvaarttickets moeten bijhouden in plaats van één overzicht per luchtvaartmaatschappij.
De betaling voor alle verkochte tickets in een bepaalde periode gebeurt via een bank in het thuisland van de reisagent aan de BSP. Het is de BSP die op zijn beurt zorgt voor de betaling van de tickets aan de verschillende luchtvaartmaatschappijen. Reisagenten die gebruikmaken van de BSP moeten dus nooit rechtstreeks aan de verschillende luchtvaartmaatschappijen betalen. Voor Nederland staat de 'bank' die de betalingen verricht in Amsterdam.